# سبيل قشري نخاعي

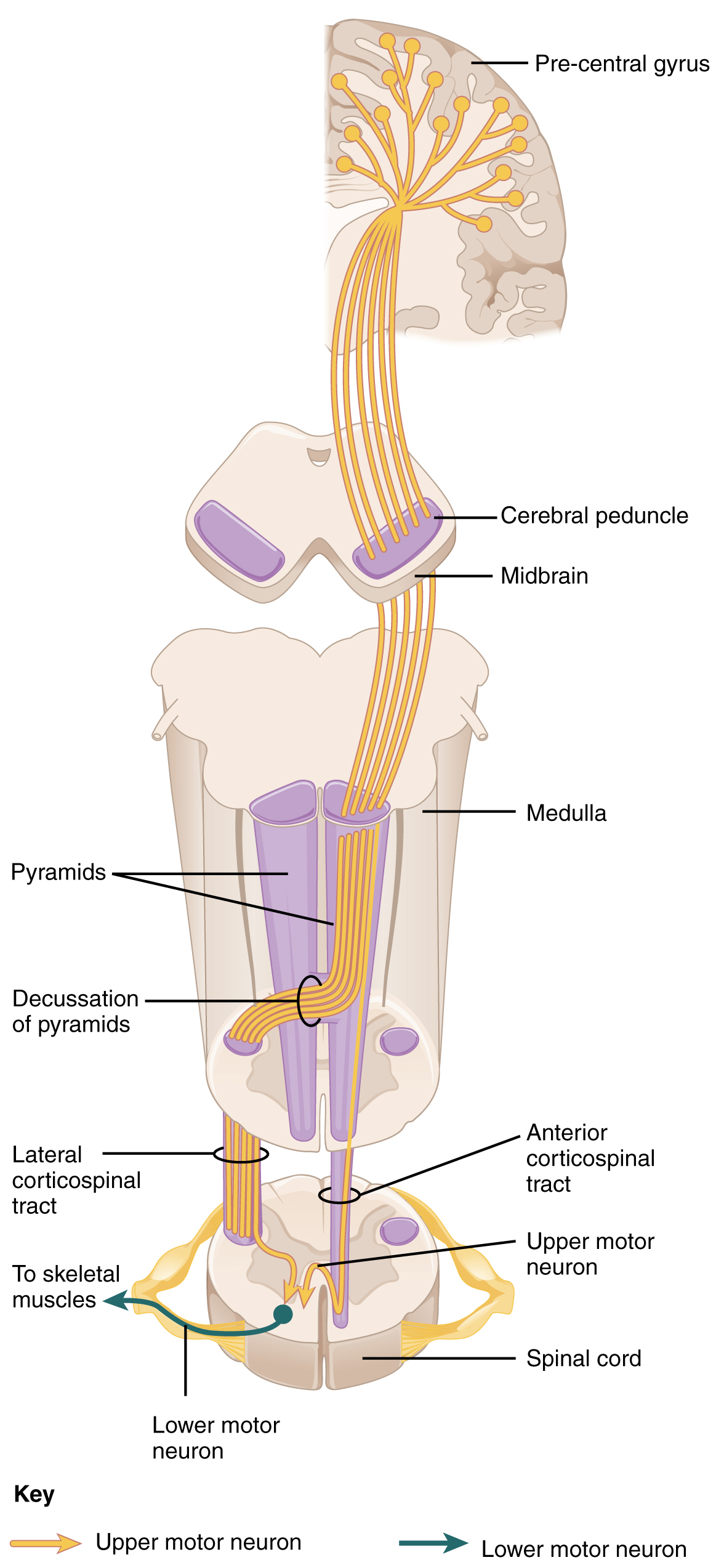
المسار القشري النخاعي

السبيل القشري النخاعي هو مسار المادة البيضاء الحركية يبدأ من القشرة الدماغية وينتهي على العصبونات الحركية السفلية والعصبونات البينية في النخاع الشوكي، ويتحكم السبيل القشري النخاعي في حركات الأطراف والجذع،  ويوجد فيه أكثر من مليون عصبون يغطون بالميالين عادة في أول عامين من الحياة.
ويُكون كلا من السبيل القشري النخاعي والسبيل القشري البصلي ما يعرف بالسبيل الهرمي.

## التشريح

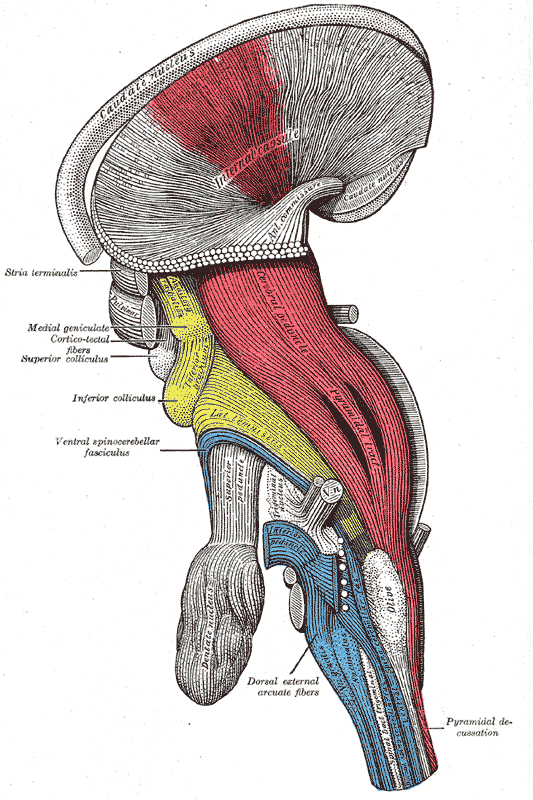
تشريح الجهاز العصبي المركزي للإنسان

ينشأ السبيل القشري النخاعي من عدة مناطق من الدماغ، والتي لا تقتصتر على المناطق الحركية وفقط، وإنما أيضًا مناطق من القشرة الحسية الجسدية الأولية والقشرة الأمام حركية. إلا أن معظم العصبونات تنشأ من القشرة الحركية الأساسية (التلفيف أمام المركزي، باحة برودمان 4) أو المناطق الأمام حركية، وتتوزع هذه العصبونات بنسة حوالي 30 ٪ منها تنشأ من القشرة الحركية الأولية، وأكثر من 30 ٪ من القشرة أمام الحركية والمناطق الحركية التكميلية، و 40 ٪ المتبقية موزعة بين القشرة الحسية الجسدية، الفص الجداري، والتلفيف الحزامي. وتنشأ هذه العصبونات الحركية العليا من من الطبقة الخامسة للخلايا الهرمية في القشرة المخية الحديثة، لتشكل السبيل القري النخاعي الذي ينتقل عبر الطرف الخلفي للمحفظة الغائرة الموجودة في الدماغ الأمامي ليدخل إلى الساق المخية عند قاعدة الدماغ المتوسط، ثم يمر عبر جذع الدماغ من الجسر إلى النخاع المستطيل. ويشكل السبيل القشري النخاعي والسبيل القشري البصلي هرمين على جانبي النخاع المستطيل ومن هنا جائت تسمية السبيل الهرمي.
ينقسم السبيل القشري النخاعي إلى قسمين: السبيل القشري النخاعي الأمامي والسبيل القشري النخاعي الوحشي، حيث تعبر عصبونات السبيل القشري النخاعي الوحشي خط الوسط في الحبل الشوكي وتتحكم في الأطراف والأصابع، ويُشكل السبيل القشري النخاعي الوحشي حوالي 90 ٪ من الوصلات في السبيل القشري النخاعي؛ معظمها (حوالي 80 ٪ من إجمالي العصبونات) يعبر عند النخاع المستطيل، في حين يعبر الباقي (حوالي 10 ٪) منها عند المكان المقابل له في النخاع الشوكي. في حين يظل السبيل القشري النخاعي الأمامي (والذي يُشكل 10٪ المتبقية) على نفس الجانب من الجسم، ليتحكم في عضلات الجذع.

## الوظيفة
تعتبر الوظيفة الأساسية للسبيل القشري النخاعي هي التحكم الحركي الطوعي في الجسم والأطراف. ومع ذلك فإن اتصاله بالقشرة الحسية الجسدية يشير إلى أنه مسؤولة أيضًا عن تعديل المعلومات الحسية من الجسم.